# Michele Giordano
Michele Giordano (Sant'Arcangelo, 26 september 1930 – 2 december 2010) was een Italiaans geestelijke en kardinaal van de Katholieke Kerk.
Hij werd op 5 juli 1953 tot priester gewijd en werkte vervolgens in het bisdom Anglona-Tursi als parochiepriester. Hij was diocesaan afgevaardigde in de Katholieke Actie en professor aan het diocesaan seminarie. In 1968 benoemde paus Paulus VI hem tot Huisprelaat. In datzelfde jaar was hij vicaris-generaal geworden van het bisdom. Op 23 december 1971 werd hij benoemd tot titulair bisschop van Lari Castellum en tot bisschop-coadjutor van Matera-Irsina. Op 9 mei 1987 volgde zijn benoeming tot aartsbisschop van Napels.
Tijdens het consistorie van 28 juni 1988 werd hij door paus Johannes Paulus II in het College van Kardinalen opgenomen, met de San Gioacchino ai Prati di Castello als titelkerk.
Kardinaal Giordano kwam in 2000 in aanraking met justitie. In 2002 werd hij tot vier maanden voorwaardelijk veroordeeld wegens financiële malversaties. In 2005 werd hij in hoger beroep vrijgesproken. In datzelfde jaar bood hij aan paus Benedictus XVI, op grond van zijn leeftijd, zijn ontslag aan als aartsbisschop van Napels. Kardinaal Giordano nam deel aan het Conclaaf van 2005. In 2007 werd hij als aartsbisschop opgevolgd door Crescenzio Sepe. Sinds 26 september 2010 was hij niet langer gerechtigd deel te nemen aan toekomstige conclaven.
Paus Benedictus XVI stuurde na Giordano's overlijden een condoleance-telegram aan diens opvolger kardinaal Sepe.
- Bibliothèque nationale de France: cb12505109w (data)
- Gemeinsame Normdatei: 114983160X
- International Standard Name Identifier: 0000 0001 1500 4598
- Library of Congress Control Number: n2010080061
- Istituto Centrale per il Catalogo Unico: NAPV075298
- Système universitaire de documentation: 190999489
- Virtual International Authority File: 166605467
- WorldCat: E39PBJwhCwxbxV96KdjpVmth73